# جون وليامز (مزارع الكروم)
جون وليامز (بالإنجليزية: John Williams)‏ هو مزارع الكروم أمريكي، ولد في 1953.